# Rhipidia (Rhipidia) tiresias
Rhipidia (Rhipidia) tiresias is een tweevleugelige uit de familie steltmuggen (Limoniidae). De soort komt voor in het Neotropisch gebied.